# Bilheteria dos cinemas no Brasil em 2007
Lista com o valor da arrecadação em reais e o público dos principais filmes lançados nos cinemas de todo o Brasil no ano de 2007.

## Arrecadação nos fins de semana
| Data            | Filme                                     | Arrecadação (R$) | Notas                                                                     |
| --------------- | ----------------------------------------- | ---------------- | ------------------------------------------------------------------------- |
| 6 de janeiro    | 007 – Cassino Royale                      | R$ 1 555 420     |                                                                           |
| 13 de janeiro   | Uma Noite no Museu                        | R$ 4 856 380     |                                                                           |
| 20 de janeiro   | Uma Noite no Museu                        | R$ 3 201 425     |                                                                           |
| 27 de janeiro   | A Grande Família - O Filme                | R$ 2 563 360     | Filme nacional                                                            |
| 4 de fevereiro  | À procura da felicidade                   | R$ 2 310 923     |                                                                           |
| 11 de fevereiro | À procura da felicidade                   | R$ 1 755 529     |                                                                           |
| 18 de fevereiro | À procura da felicidade                   | R$ 1 070 610     |                                                                           |
| 25 de fevereiro | À procura da felicidade                   | R$ 1 207 911     |                                                                           |
| 4 de março      | Motoqueiro Fantasma                       | R$ 3 973 064     |                                                                           |
| 11 de março     | Motoqueiro Fantasma                       | R$ 2 609 492     |                                                                           |
| 18 de março     | Motoqueiro Fantasma                       | R$ 1 821 129     |                                                                           |
| 25 de março     | Motoqueiro Fantasma                       | R$ 1 137 388     |                                                                           |
| 1 de abril      | 300                                       | R$ 5 507 500     |                                                                           |
| 8 de abril      | 300                                       | R$ 4 441 600     |                                                                           |
| 15 de abril     | 300                                       | R$ 2 539 280     |                                                                           |
| 22 de abril     | 300                                       | R$ 1 690 000     |                                                                           |
| 29 de abril     | 300                                       | R$ 1 134 000     |                                                                           |
| 6 de maio       | Homem-Aranha 3                            | R$ 14 814 652    | Maior bilheteria do ano                                                   |
| 13 de maio      | Homem-Aranha 3                            | R$ 8 823 158     |                                                                           |
| 20 de maio      | Homem-Aranha 3                            | R$ 5 913 098     |                                                                           |
| 27 de maio      | Piratas do Caribe - No Fim do Mundo       | R$ 9 452 091     |                                                                           |
| 3 de junho      | Piratas do Caribe - No Fim do Mundo       | R$ 5 718 743     |                                                                           |
| 10 de junho     | Piratas do Caribe - No Fim do Mundo       | R$ 3 782 077     |                                                                           |
| 17 de junho     | Shrek Terceiro                            | R$ 9 739 246     |                                                                           |
| 24 de junho     | Shrek Terceiro                            | R$ 6 026 122     |                                                                           |
| 1 de julho      | Quarteto Fantástico e o Surfista Prateado | R$ 4 463 545     |                                                                           |
| 8 de julho      | Quarteto Fantástico e o Surfista Prateado | R$ 2 819 373     |                                                                           |
| 15 de julho     | Harry Potter e a Ordem da Fênix           | R$ 7 500 101     |                                                                           |
| 22 de julho     | Harry Potter e a Ordem da Fênix           | R$ 2 904 724     |                                                                           |
| 23 de julho     | Harry Potter e a Ordem da Fênix           | R$ 2 488 000     |                                                                           |
| 5 de agosto     | Duro de Matar 4.0                         | R$ 3 033 794     |                                                                           |
| 12 de agosto    | Duro de Matar 4.0                         | R$ 1 740 689     |                                                                           |
| 19 de agosto    | Os Simpsons - O Filme                     | R$ 4 989 569     |                                                                           |
| 26 de agosto    | Os Simpsons - O Filme                     | R$ 3 164 134     |                                                                           |
| 2 de setembro   | Os Simpsons - O Filme                     | R$ 2 008 166     |                                                                           |
| 9 de setembro   | Os Simpsons - O Filme                     | R$ 1 502 558     |                                                                           |
| 16 de setembro  | Os Simpsons - O Filme                     | R$ 656 569       |                                                                           |
| 23 de setembro  | Nunca é Tarde para Amar                   | R$ 582 025       |                                                                           |
| 30 de setembro  | O Vidente                                 | R$ 861 225       |                                                                           |
| 7 de outubro    | Resident Evil 3: A Extinção               | R$ 2 199 706     |                                                                           |
| 14 de outubro   | Tropa de Elite                            | R$ 4 018 000     | Segunda semana em cartaz; maior bilheteria de um filme brasileiro em 2007 |
| 21 de outubro   | Tropa de Elite                            | R$ 2 576 653     |                                                                           |
| 28 de outubro   | Tropa de Elite                            | R$ 1 765 200     |                                                                           |
| 4 de novembro   | Tá Dando Onda                             | R$ 2 286 521     |                                                                           |
| 11 de novembro  | Antes Só do que Mal Casado                | R$ 1 237 900     |                                                                           |
| 18 de novembro  | A Loja Mágica de Brinquedos               | R$ 1 525 742     |                                                                           |
| 25 de novembro  | Antes Só do que Mal Casado                | R$ 930 719       |                                                                           |
| 2 de dezembro   | A Lenda de Beowulf                        | R$ 1 952 010     |                                                                           |
| 9 de dezembro   | Bee Movie - A História de uma Abelha      | R$ 2 365 694     |                                                                           |
| 16 de dezembro  | Bee Movie - A História de uma Abelha      | R$ 1 545 737     |                                                                           |
| 23 de dezembro  | Bee Movie - A História de uma Abelha      | R$ 924 420       |                                                                           |
| 30 de dezembro  | A Bússola de Ouro                         | R$ 1 314 049     |                                                                           |

## Arrecadação total
| #  | Filme                                     | Faturamento   | Público   |
| -- | ----------------------------------------- | ------------- | --------- |
| 1  | Homem-Aranha 3                            | R$ 48 941 000 | 6 141 200 |
| 2  | Shrek Terceiro                            | R$ 35 687 000 | 4 688 200 |
| 3  | Harry Potter e a Ordem da Fênix           | R$ 31 756 000 | 4 263 800 |
| 4  | Piratas do Caribe: No Fim do Mundo        | R$ 30 837 000 | 3 826 700 |
| 5  | Uma Noite no Museu                        | R$ 22 904 000 | 3 030 300 |
| 6  | 300                                       | R$ 22 811 000 | 2 733 900 |
| 7  | Tropa de Elite                            | R$ 20 422 567 | 2 421 295 |
| 8  | Os Simpsons - O Filme                     | R$ 17 077 977 | 2 216 029 |
| 9  | Ratatouille                               | R$ 16 594 283 | 2 203 863 |
| 10 | Quarteto Fantástico e o Surfista Prateado | R$ 16 331 141 | 2 124 445 |
| 11 | A Grande Família - O Filme                | R$ 15 423 176 | 2 011 312 |
| 12 | Motoqueiro Fantasma                       | R$ 14 828 071 | 1 866 837 |
| 13 | Transformers                              | R$ 14 663 800 | 1 900 128 |
| 14 | À Procura da Felicidade                   | R$ 13 136 914 | 1 613 546 |
| 15 | A Bússola de Ouro                         | R$ 11 846 126 | 1 555 244 |
| 16 | Bee Movie - A História de uma Abelha      | R$ 11 797 121 | 1 684 520 |
| 17 | Duro de Matar 4.0                         | R$ 10 059 420 | 1 153 250 |
| 18 | Antes Só do que Mal Casado                | R$ 9 809 812  | 1 181 635 |
| 19 | Treze Homens e um Novo Segredo            | R$ 9 047 148  | 1 016 983 |
| 20 | Tá Dando Onda                             | R$ 8 836 916  | 1 159 520 |